# Ramón Montesinos
Ramón Montesinos Calaf, né le 31 mai 1943 à Barcelone (Catalogne, Espagne) et mort le 29 décembre 2010 à Alella (province de Barcelone, Espagne), est un footballeur international espagnol qui jouait au poste de milieu de terrain.

## Biographie
Ramón Montesinos commence en 1962 sa carrière professionnelle au CD Condal.
En 1963, il rejoint le Racing de Santander et la même année le FC Barcelone où il reste jusqu'en 1964.
En 1964, il est recruté par le CA Osasuna.
En 1965, il rejoint le CE Sabadell où il reste jusqu'en 1974.
En 1976, il joue avec l'UE Sants jusqu'en 1979. Il met alors un terme à sa carrière de joueur.

### Équipe nationale
Ramón Montesinos joue avec l'équipe d'Espagne des moins de 18 ans en 1961, puis avec l'équipe d'Espagne amateur entre 1963 et 1964, et avec la sélection de Catalogne en 1971.